# Hanussen
Hanussen é um filme de drama húngaro de 1988 dirigido e escrito por István Szabó. Foi indicado ao Oscar de melhor filme estrangeiro na edição de 1989, representando a Hungria.

## Elenco
- Klaus Maria Brandauer – Klaus Schneider / Erik Jan Hanussen
- Erland Josephson – Dr. Bettelheim
- Ildikó Bánsági – Sister Betty
- Walter Schmidinger – Propaganda chief
- Károly Eperjes – Captain Tibor Nowotny
- Grazyna Szapolowska – Valery de la Meer
- Colette Pilz-Warren – Dagma
- Adrianna Biedrzynska – Wally
- György Cserhalmi – Count Trantow-Waldbach
- Michał Bajor
- Jirí Adamíra
- Róbert Rátonyi
- Kalina Jędrusik
- Gabriela Kownacka
- Ewa Blaszczyk